# Leandro Fernández de Moratín
Leandro Fernández de Moratín (1760–1828) – hiszpański dramaturg i poeta.
Leandro Fernández de Moratín urodził się w Madrycie 10 marca 1760. Jego ojcem był polityk i reformator (jeden z tzw. ilustrados) Nicolás Fernández de Moratín (1737–1780), działający w latach od 1762 do 1780, matką Isidora Cabo Conde.
Zaczął pracę jako tłumacz dzieł Szekspira i Moliera. Pisał utwory poetyckie, ody, sonety i ballady, ale wyróżniał się jako dramatopisarz. Jego pierwsze próby literackie wspierał Gaspar Melchor de Jovellanos. Jako sekretarz finansisty Francisca Cabarrusa podróżował do różnych krajów europejskich, zwłaszcza Francji, w której widział wzór do naśladowania, aby rozwiązać problemy ubóstwa i zacofania kulturalnego w Hiszpanii. Po zakończeniu hiszpańskiej wojny niepodległościowej toczonej przeciwko Napoleonowi i przywróceniu monarchii absolutnej, w Hiszpanii zapanował terror i prześladowania liberałów, zwolenników konstytucji i popierających Francuzów (tzw. afrancesados – sfrancuziałych). Moratín był zwolennikiem bonapartystowskich rządów w Hiszpanii (Józefa Bonaparte) – musiał emigrować do Francji, gdzie mieszkał do końca życia.
Moratín starał się o rękę Franciski de Gertrudis Muñoz y Ortiz, zwanej Paquitą Muñoz. Paquita była młodszą od poety o 20 lat córką emerytowanego oficera, którą wydano za starszego od poety bogacza. Do przeżyć z tego okresu nawiązał w swojej komedii El sí de las niñas, której tytułowa bohaterka, nosząca imię Paquita, zakochana jest w młodym Carlosie, lecz przez matkę namawiana do małżeństwa z bogatym Diego.
W roku 1790 opublikował swą pierwsza komedię: El viejo y la niña (Starzec i dziewczyna), satyrę na małżeństwo osób o dużej różnicy wieku. W 1792 napisał sztukę zatytułowaną: La comedia nueva (Nowa komedia), satyrę na ludzi piszących dramaty bez odpowiedniego przygotowania.